# Franz Ernst Neumann
Franz Ernst Neumann (1798-1895) fue un físico y matemático alemán.

## Biografía
Neumann es considerado el fundador de la física teórica en Alemania en el siglo XIX. Su seminario de física en la Universidad de Königsberg fue un ejemplo de rigor, de iniciativa y de crítica.
Comenzó sus estudios secundarios en Berlín, pero los interrumpió en 1814 para alistarse en el ejército contra Napoleón. Fue gravemente herido en la batalla de Ligny y se licenció del ejército en 1816. Al regresar comenzó a estudiar Teología en la Universidad de Berlín siguiendo el deseo de su padre. En 1818 dejó Berlín por la Universidad de Jena donde inició sus estudios científicos, interesándose sobre todo por la cristalografía. De vuelta a Berlín al año siguiente, presentó su tesis doctoral sobre el tema en 1823, siendo inmediatamente nombrado conservador del gabinete de minerales de la universidad.
En 1829 fue nombrado profesor asociado en Königsberg, junto con Jacobi, con quien mantuvo una gran amistad a lo largo del tiempo. Ambos fundaron el seminario de física matemática en 1833, y juntos inauguraron una tradición de rigor cuantitativo que se transmitió al conjunto de las universidades alemanas. Se retiró como profesor en 1873, pero todavía continuó durante varios años atendiendo el seminario. Su buena salud le permitió hacer montañismo con más de ochenta años.
Sus principales trabajos fueron en los campos de la cristalografía, la electrodinámica, la óptica y la inducción electrostática. La mayor parte de sus trabajos fueron publicados después de su muerte por su hijo, el también reconocido matemático Carl Gottfried Neumann.